# Гульфик (деталь одягу)

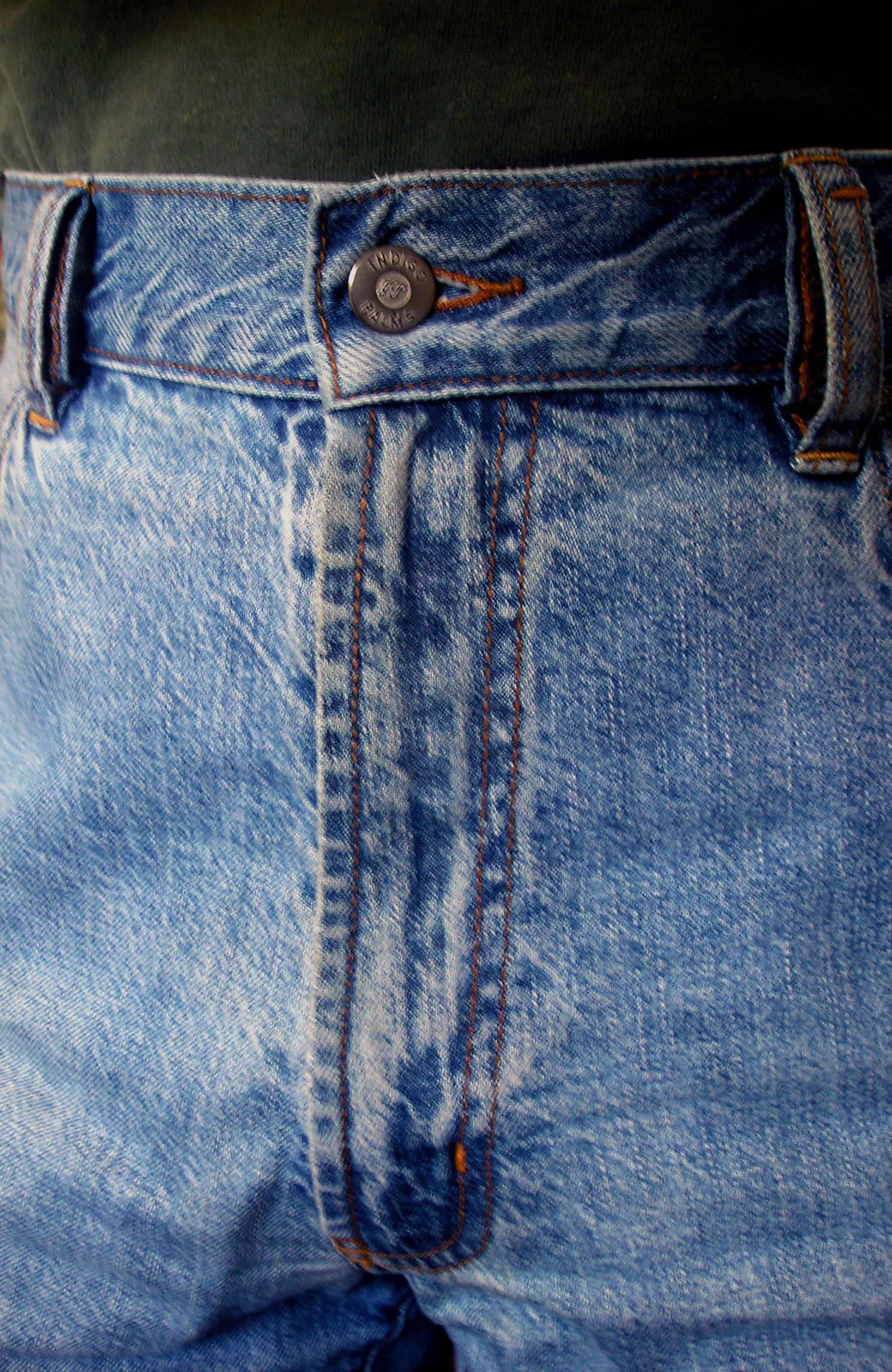
Гульфик у джинсах

Гу́льфик, також ширі́нька, заст. гульф — проріз або застібний клапан у передній частині штанів або спідньої білизни, деталь одягу з обметаними петлями для обробки застібки штанів на петлі і ґудзики. Слово «гульфик» походить від нід. gulp («клапан», «лопать»).

## Історія

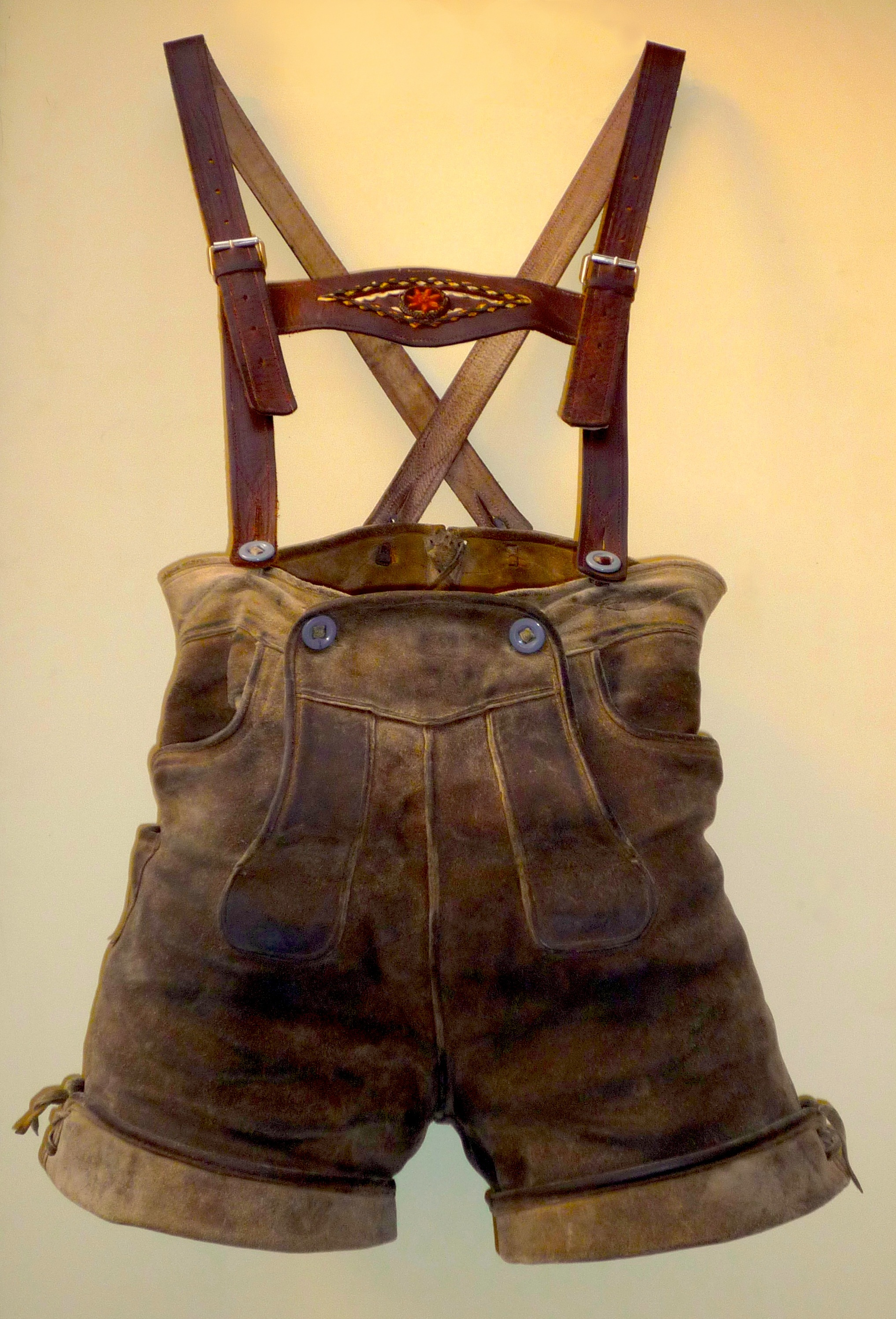
Ледергозе з гульфиком-клапаном

У західноєвропейському історичному костюмі гульфик виконувався у вигляді клапана, який пристібувався спереду до пояса, прикриваючи проріз у штанях. Цей крій досі застосовується в народному одязі, наприклад, в німецьких ледергозе.

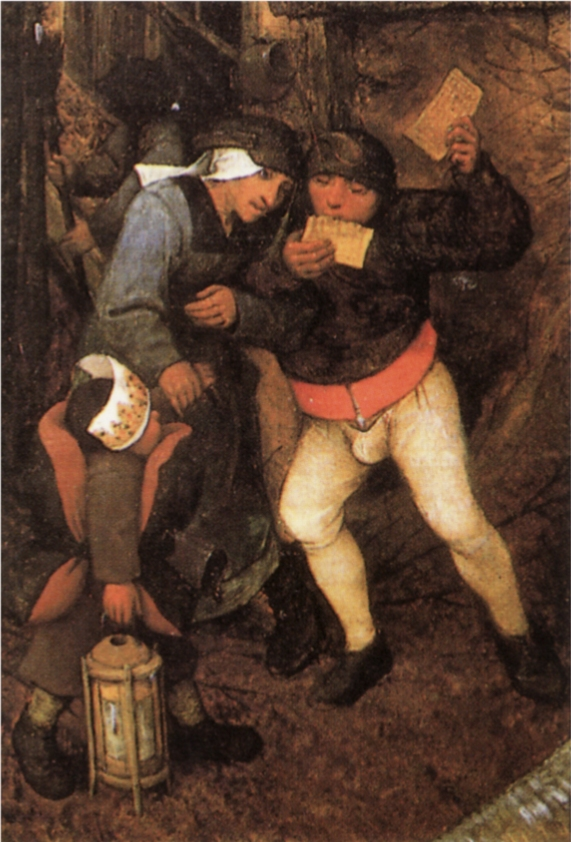
Гульфик-мішочок на картині Пітера Брейгеля-старшого (1565)

З XIII—XIV століття чоловіки почали носити панчохи-шоси, разом з ними носився трикутний клапан-гульфик, який прикрашали стрічками і бахромою. На початку XV століття гульфик перетворився в об'ємний мішечок, що закриває пах; ця форма залишалася популярною до кінця XVI століття. З XVI століття чоловіки від шосів перейшли на штани — бриджі, які мали застібку спереду на ґудзиках.
Після вкорочення жилетів у XVIII столітті, верх бриджів виявився відкритий і для поліпшення зовнішнього вигляду в 1730-х роках на штанах з'явився широкий клапан, який пристібається до поясу і закриває проріз в штанах (застібки на неприкритих ґудзиках збереглися, але вийшли з моди).
Гульфик, що нагадує сучасний (на «штанних» ґудзиках, прикритих смужкою тканини) з'явився в 1820-х року (появу самих штанних ґудзиків деякі дослідники відносять до 1823 року, інші — до часу появи «американських» підтяжок в 1787 році) . Спочатку новий крій зустрічав відсіч. Так, в 1830 році журнал англ. The Gentleman's Magazine of Fashion відгукувався про нові гульфики як про «неделікатні і огидні». Гульфик-клапан зберігав популярність до 1840-х років, а в одязі для верхової їзди — до кінця XIX століття; новий стиль так і не був прийнятий деякими групами населення, наприклад, амішами «старого обряду».
Поширення застібки-блискавки у гульфика пов'язано з активною рекламною кампанією американських виробників застібок (у той час сконцентрованих навколо Хобокена у Нью-Джерсі) в середині 1930-х років, яку один з її творців, Сем Кінні, описував як «битву за гульфик». У рекламній кампанії активно використовувалася «зазорохвороба» (англ. gaposis): придумані авторами реклами скарги на зазори, що залишалися між ґудзиками застібки, які давали повітрю, світлу й нескромним очам небажаний доступ до тіла.

## Розташування
Традиційно смужка тканини прикриває застібку зліва направо у чоловічих штанах. У сучасних жіночих штанах зазвичай використовується протилежний напрямок (справа наліво), але допускається і «чоловічий» спосіб застібання і навіть відсутність покриття. До середини XX століття жіночі штани зазвичай використовували не гульфик, а застібку ззаду чи збоку.

## Термінологія
У українській літературі для позначення цієї деталі одягу використовується три терміни: «гульфик», «ширінька», «браге́тт» (від фр. braguette). Джерела розходяться в точних значеннях цих термінів та їхній відповідності англійським назвам трьох типів гульфика: клапану (drop fall, fall fly), мішочку (codpiece), гульфику сучасного крою (fly front); в англійській є також словосполучення для застібки штанів ззаду (fly back).
- Більшість словників вважають «гульфик» і «ширіньку» синонимами[13]. Деякі автори підкреслюють еволюцію слова «гульфик» від шматка тканини, що прикріпляється на штани до сучасної «передньої планки розрізу штанів»[2][14].

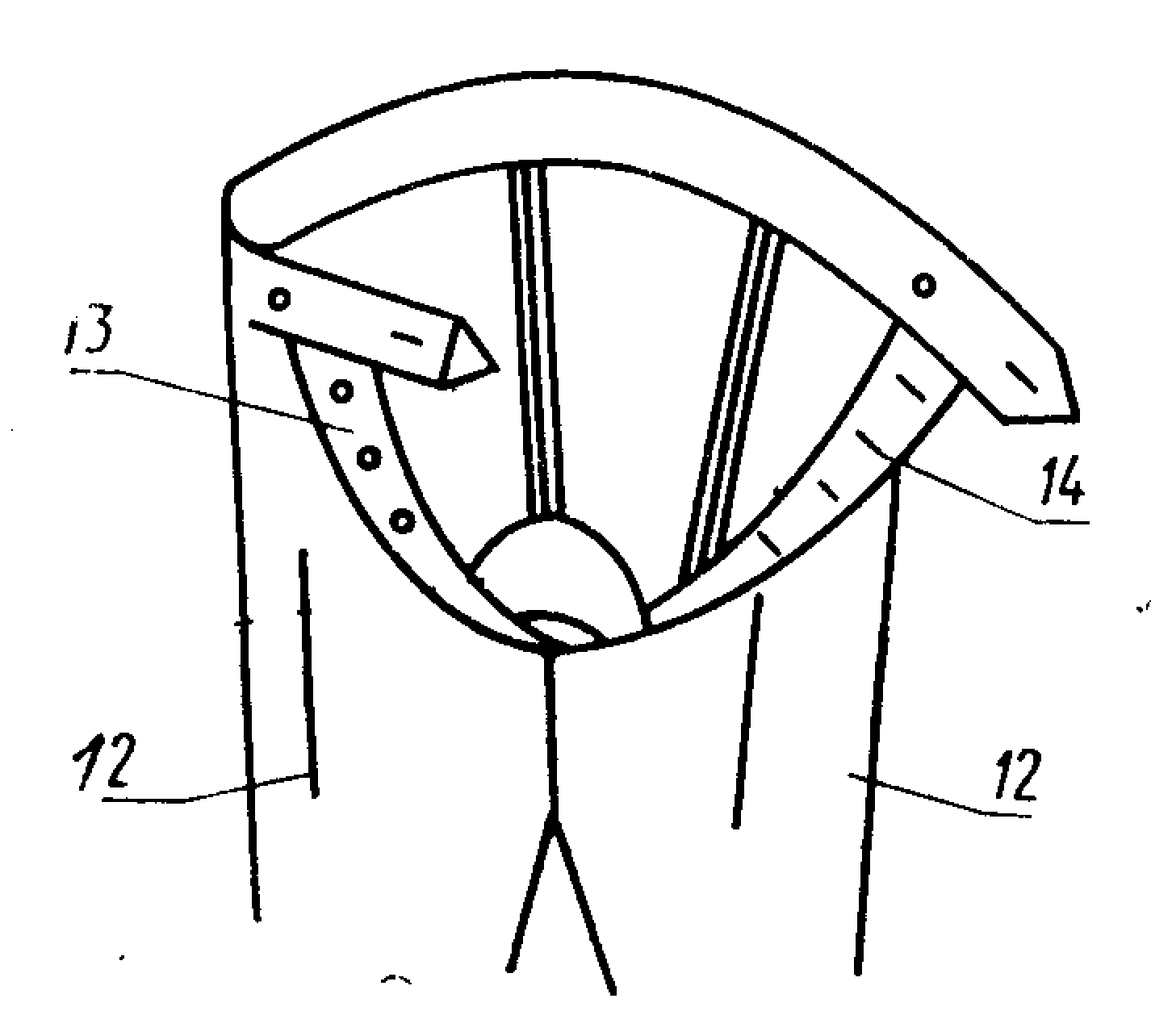
Гульфик (14) в ГОСТ 22977-89

- ГОСТ 22977-89 визначає гульфик як частину застібки штанів («деталь з петлями для ґудзиків»).
- Деякі автори використовують термін «гульфик» лише для опису мішочка в історичному костюмі, як особливого різновиду ширіньки Коли штани стали схожі на панчохи, знадобився гульфик. Це був мішок, який прикривав стик, і пристібався до штанів за допомогою підтяжок.
- «Брагетт» (іноді «браггет») використовується тільки при описі історичних костюмів, зазвичай гульфика-мішечка[15][2].

Р. В. Захаржевська також використовує щодо гульфика-клапана слово «понт».

## У культурі

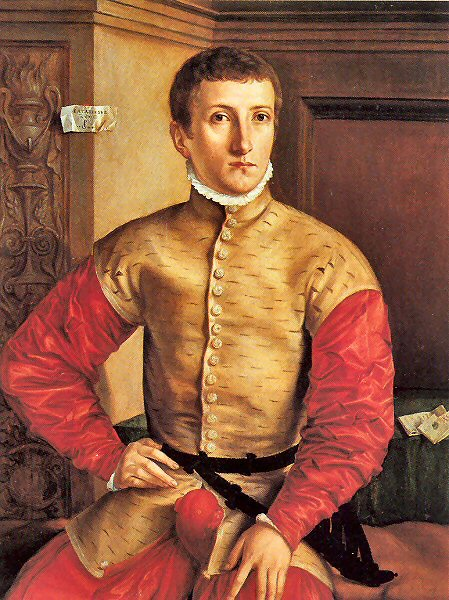
Гротескний гульфик на німецькому портреті середини XVI століття

Як частина одягу, призначена прикривати чоловічі статеві органи, гульфик завжди мав символічне значення. Так, гульфик-мішочок іноді набував гротескних форм, імітуючи ерегований статевий член.